# استرچ (فیلم ۲۰۱۴)
استرچ (به انگلیسی: Stretch) یک فیلم جنایی کمدی آمریکایی محصول سال ۲۰۱۴ به نویسندگی و کارگردانی جو کارنهان و با بازی پاتریک ویلسون، اد هلمز، جیمز بج دیل، بروکلین دکر، جسیکا آلبا و کریس پاین است. ویلسون شخصیت اصلی را به تصویر می‌کشد، یک راننده لیموزینی که پس از دستگیری یک میلیونر مرموز (پاین) جان خود را در خطر می‌بیند.
در ابتدا قرار بود این فیلم در ۲۱ مارس ۲۰۱۴ در ایالات متحده اکران شود. با این حال، تنها یک ماه قبل از تاریخ، یونیورسال پیکچرز این فیلم را از برنامه خود خارج کرد، و در ۱۴ اکتبر ۲۰۱۴ آن را به صورت ویدئو به‌درخواست پخش کرد.

## تولید
فیلمبرداری در ژوئیه ۲۰۱۳ آغاز شد.